# Тетіївська Центральна районна бібліотека

## Історія
На початку 20 століття при Снігурівській земській школі існувала лише одна бібліотека на Тетіївську волость фонд нараховував 200 книг. Це була невеличка учительська бібліотека, користувачами якої були вчителі.
У 1919 році при радянській владі на місті костьолі, побудованому місцевим поміщиком у 19 столітті було відкрито клуб. При ньому в 20-х роках створено при клубну бібліотеку. В 1926 році завідувачкою при клубній бібліотеці була Франчу К. С.
В 30-х роках бібліотеку наповнили літературою, надали приміщення та перейменували в масову району бібліотеку. У 1937–1938 р.р. у межах цієї бібліотеки було створено дитячий відділ. Формування фондів здійснювалось завдяки пожертв населення, та за рахунок державних коштів.
Під час другої світової війни книжкові фонди були знищені та спалені.
На початку 1947 року після війни, завдяки пожертвам населення та громадських активістів було відкрито в приміщенні Ратуші було відкрито району бібліотеку. Книжковий фонд становив 1500 книг.
В 1949 році для бібліотеки виділяють нове приміщення, де було виділено дві кімнати для абонементу та читального залу. Відкривають дитячу бібліотеку.
У 1963 році було побудовано нове приміщення для бібліотек по вул. Леніна (нині Соборна), 54. Бібліотека стала культурним центром для районну, забезпечувала духовні, наукові, професійні потреби громадян.
Завідувачкою бібліотеки була Франчук Ніну Захарівну.
З 1953–1965 р.р. в селах району було збудовано 18 нових типових клубів і будинків культури з приміщеннями для бібліотек. Це в селах Дібрівці, Кошеві, Погребах, Високому, Черепині, Скибинцях, Кашперівці, Дзвенячому, Денихівці, Михалівці та ін.
27 березня 1967 році районна бібліотека для дітей отримала звання «Установа відмінної роботи», а також 13 сільських бібліотек було відзначено.
В 1976 році в районі була проведена централізація бібліотек. Першим директором ЦБС була Галина Вікторівна Мідзяновська.
Сьогодні в районі працює 32 бібліотеки, 2 міські філіали, 28 сільські бібліотеки, районна бібліотека для дорослих та районна дитяча бібліотека.

## Сьогодення
Тетіївська центральна районна бібліотека культурно-освітній заклад та інформаційний центр міста та районну.
Універсальний книжковий фонд становить 98 000 примірників книг та документів з науково-популярну, виробничу, навчальну, краєзнавчу, художню та довідкову літературу. Обслуговує понад 6000 читачів.
В бібліотеці працює відділ обслуговування абонемент, МБА, читальний зал, юнацький відділ. Створено краєзнавчий куточок, де зібрано літературу про район, його відомих людей.
До послуг читачів: куточок рідкісної книги, ксерокопіювання, «нічний абонемент», цікаві масові заходи (тематичні вечори, зустрічі з письменниками, презентації).

## Керівництво
Стахова Любов Василівна - директор

## Структурні підрозділи
- Абонемент
- Читальний зал
- Юнацький відділ
- Методичний відділ
- Відділ комплектування та обробки літератури

## Клуби за інтересами
- Клуб «Дивосил» (клуб фітотерапії, ЦРБ)
- Літературна вітальня «Калинове гроно» (ЦРБ)
- Клуб «Книголюб» (ЦРБ)
- Клуб «Сучасник» (Юнацтво, ЦРБ)